# Base aérienne de Tŏksan
La base aérienne de Toksan est un aéroport militaire situé à Tŏksan-dong, Hamhŭng-si, Hamgyŏng du Sud, en Corée du Nord .
L'aérodrome a une seule piste en béton 05/23 mesurant 8150 x 161 pieds (2484 x 49 m). Il est situé dans une vallée et dispose d'une voie de circulation parallèle sur toute sa longueur. Il abrite un régiment de chasseurs-bombardiers de 24 jets MiG-21.

## Situation
| \| 100 km1:10 733 000 \| Wonsan Kaesong Chongjin Pyongyang Samjiyŏn Sŏndŏk Hamhung-Tŏksan Sinŭiju Haeju |
| 100 km1:10 733 000                                                                                      |